# Leonard Doroftei
Leonard Dorin Doroftei (Ploiești, 10 de abril de 1970) es un deportista rumano que compitió en boxeo.
Participó en dos Juegos Olímpicos de Verano, obteniendo dos medalla de bronce, en Barcelona 1992 (peso superligero) y en Atlanta 1996 (peso ligero).
Ganó una medalla de oro en el Campeonato Mundial de Boxeo Aficionado de 1995 y dos medallas en el Campeonato Europeo de Boxeo Aficionado, oro en 1996 y bronce en 1993.
En abril de 1998 disputó su primera pelea como profesional. En enero de 2002 conquistó el título internacional de la AMB, en la categoría de peso ligero. En su carrera profesional tuvo en total 24 combates, con un registro de 22 victorias, una derrota y un empate.

## Palmarés internacional
| Representando a Rumania |                          |                   |           |
| Juegos Olímpicos        |                          |                   |           |
| Año                     | Lugar                    | Medalla           | Categoría |
| 1992                    | Barcelona (España)       | Medalla de bronce | 63,5 kg   |
| 1996                    | Atlanta (Estados Unidos) | Medalla de bronce | 60 kg     |
| Campeonato Mundial      |                          |                   |           |
| Año                     | Lugar                    | Medalla           | Categoría |
| 1995                    | Berlín (Alemania)        | Medalla de oro    | 60 kg     |
| Campeonato Europeo      |                          |                   |           |
| Año                     | Lugar                    | Medalla           | Categoría |
| 1993                    | Bursa (Turquía)          | Medalla de bronce | 63,5 kg   |
| 1996                    | Vejle (Dinamarca)        | Medalla de oro    | 60 kg     |

## Récord profesional
| 22 ganadas (8 KOs), 1 derrota, 1 empate |        |                       |      |             |            |                                          |                                                                                            |
| Res.                                    | Récord | Oponente              | Tipo | Rd., Tiempo | Datos      | Localidad                                | Notas                                                                                      |
| D                                       | 22–1–1 | Arturo Gatti          | KO   | 2 (12)      | 2004-07-24 | Boardwalk Hall, Atlantic City            | Por el título mundial del CMB en el peso superligero.                                      |
| G                                       | 22–0–1 | Charles Tschorniawsky | TKO  | 4 (12)      | 2004-03-20 | Montreal Casino, Montreal                |                                                                                            |
| E                                       | 21–0–1 | Paul Spadafora        | SD   | 12          | 2003-05-17 | Petersen Events Center, Pittsburgh       | Por los títulos mundiales de la AMB, FIB y International Boxing Council en el peso ligero. |
| G                                       | 21–0   | Raul Horacio Balbi    | UD   | 12          | 2002-05-31 | Sala Polivalentă, Bucarest               | Retiene el título mundial de la AMB en el peso ligero.                                     |
| G                                       | 20–0   | Raul Horacio Balbi    | SD   | 12          | 2002-01-05 | Freeman Coliseum, San Antonio            | Gana el título mundial de la AMB en el peso ligero.                                        |
| G                                       | 19–0   | Emanuel Augustus      | UD   | 10          | 2001-09-28 | War Memorial Gymnasium, San Francisco    |                                                                                            |
| G                                       | 18–0   | Martin O'Malley       | TKO  | 9 (10)      | 2001-07-21 | Bally's Atlantic City, Atlantic City     |                                                                                            |
| G                                       | 17–0   | Darelle Sukerow       | KO   | 5 (8)       | 2000-12-15 | Molson Centre, Montreal                  |                                                                                            |
| G                                       | 16–0   | Gairy St Clair        | UD   | 10          | 2000-09-08 | Molson Centre, Montreal                  |                                                                                            |
| G                                       | 15–0   | Jose Aponte           | TKO  | 8 (8)       | 2000-06-16 | Molson Centre, Montreal                  |                                                                                            |
| G                                       | 14–0   | Gustavo Fabian Cuello | SD   | 10          | 2000-04-06 | Air Canada Centre, Toronto               |                                                                                            |
| G                                       | 13–0   | Rudolfo Lunsford      | UD   | 8           | 2000-03-07 | Molson Centre, Montreal                  |                                                                                            |
| G                                       | 12–0   | Verdell Smith         | UD   | 10          | 1999-12-10 | Molson Centre, Montreal                  |                                                                                            |
| G                                       | 11–0   | Darien Ford           | UD   | 8           | 1999-10-29 | Molson Centre, Montreal                  |                                                                                            |
| G                                       | 10–0   | Jean-Luc Morin        | TKO  | 3 (8)       | 1999-10-13 | Molson Centre, Montreal                  |                                                                                            |
| G                                       | 9–0    | Dillon Carew          | PTS  | 12          | 1999-04-30 | Turning Stone Casino, Verona             | Por el título WBC Continental Americas en el peso superligero.                             |
| G                                       | 8–0    | Bernard Harris        | SD   | 10          | 1999-02-05 | Centre Pierre Charbonneau, Montreal      |                                                                                            |
| G                                       | 7–0    | Steve Valdez          | TKO  | 6 (8)       | 1998-11-27 | Molson Centre, Montreal                  |                                                                                            |
| G                                       | 6–0    | Khalil Shakeel        | UD   | 8           | 1998-11-06 | Centre Pierre Charbonneau, Montreal      |                                                                                            |
| G                                       | 5–0    | Michael Balagna       | KO   | 1 (6)       | 1998-10-14 | Centre Pierre Charbonneau, Montreal      |                                                                                            |
| G                                       | 4–0    | Don Sponagle          | TKO  | 2 (6)       | 1998-09-24 | Centre Pierre Charbonneau, Montreal      |                                                                                            |
| G                                       | 3–0    | Sean Knight           | UD   | 6           | 1998-05-28 | Westchester County Center, White Plains  |                                                                                            |
| G                                       | 2–0    | Martin Aubut          | UD   | 6           | 1998-05-05 | Pavillon de la Jeunesse, Trois-Rivières  |                                                                                            |
| G                                       | 1–0    | Jerry Villareal       | UD   | 4           | 1998-04-24 | Palais Sports Leopold-Drolet, Sherbrooke | Debut profesional de Doroftei.                                                             |